# Schulpädagogik
Die Schulpädagogik ist eine Teildisziplin der Pädagogik (Erziehungswissenschaft). Als wissenschaftliche Disziplin beschäftigt sie sich mit der Theorie und Praxis der Entwicklung und Reflexion wissenschaftlicher Konzepte zur Gestaltung von Schulleben und Unterricht. Als Disziplin mit der hier skizzierten speziellen Aufgabenstellung existiert die Schulpädagogik nur in wenigen europäischen Ländern, u. a. in Deutschland.

## Begriffsbestimmungen, nähere begriffliche Eingrenzungen

### Einordnung des Fachgebietes „Schulpädagogik“
Die Disziplin Schulpädagogik wird den Erziehungswissenschaften zugeordnet. Sie befasst sich mit allen Dimensionen des schulischen Lehrens und Lernens in einer staatlichen Organisation. Sie beschreibt die vielen Bereiche einer schulischen Organisation (siehe Schulentwicklung) und die theoretischen Grundlagen des Lehrens und Lernens in einem gesellschaftlich und staatlich organisierten Bildungssystem. Schließlich entwirft sie Möglichkeiten des Lehrens und Lernens für Lehrende und Schüler im Sinne einer höheren Wahrscheinlichkeit des Schulerfolgs.
Das Dilemma der Schulpädagogik ist, dass sie innovative Ideen und Konzeptionen nicht unmittelbar in die Schulen tragen kann, sondern immer auf die Kooperation mit Institutionen der Bildungsadministration angewiesen ist, die oftmals als eher konservativ und bürokratisch erlebt werden. Diese Beschränkung ihres Gestaltungsspielraums erklärt u. a. auch, dass die Schulpädagogik sich in den letzten Jahrzehnten kaum ausdifferenziert hat. Sie versteht sich einerseits als deskriptive Wissenschaft, die schulische Phänomene beschreibt, begrifflich ausdifferenziert und dazu theoretische Grundlagen schafft. Zugleich sieht sie sich aber auch als normative Disziplin, insofern konstruktive neue Modelle, Methoden und Konzepte entwickelt werden, die eine höhere Wahrscheinlichkeit des Erfolgs schulischer Lehr-Lern-Settings versprechen. Dazu unternimmt sie auch empirische Untersuchungen und wertet relevante Daten aus.

### Schulpädagogische Grundbegriffe
Die Schulpädagogik verlangt eine Definition der Begriffe Schule, Unterricht und Erziehung. Hilbert Meyer (1997) schlägt folgende Arbeitsdefinitionen vor:
- „Schulen sind Institutionen zur gemeinsamen und planmäßigen Erziehung und Unterrichtung der heranwachsenden Generation.“ (1997, 22)
- „Unterricht ist die planvolle pädagogische Interaktion von Lernenden und Lehrenden zum Zwecke der Aufklärung und der Vermittlung von Handlungskompetenz.“ (1997, 27)
- „Erziehung ist die absichtliche Einwirkung von Erziehern auf die heranwachsende Generation zum Zwecke der Persönlichkeitsbildung.“ (1997, 27)

In der heutigen Schulpädagogik greift man verstärkt auf Konzepte zurück, die offene Formen von Schule und Unterricht ermöglichen. Diese sind zum großen Teil in der Reformpädagogik und der Subjektiven Didaktik begründet. Das individuelle Lernen wird stärker betont, neue Methoden und Handlungsperspektiven sollen Lehrern und Schülern Möglichkeiten eröffnen, die Schule als Lern-, Bildungs- und sozialen Ort zu erleben. Im Gegensatz dazu stehen traditionelle Formen von Schule (z. B. mit Frontalunterricht).

### Theorie und Praxis der Schulpädagogik
Die bisherige postulierte Einheit von Theorie und Praxis oder anders gesagt: „Als Wissenschaft von der Praxis für die Praxis“ hat sich in der Vergangenheit als nicht immer leicht umzusetzende Ausrichtung erwiesen, sodass einige Pädagogen diese Ausrichtung am liebsten niederreißen würden. Trotzdem ist es so, dass Pädagogen/Erzieher/Lehrer schlussendlich vor praktischen Erziehungsaufgaben stehen, die die Gesellschaft von ihnen zu lösen erwartet. Während manche die Schulpädagogik in einer Kritik der Institution ihren Ausgangspunkt nehmen sehen und didaktische, lehrplantheoretische und schultheoretische Beiträge zu liefern als Aufgabe wahrnehmen, sehen andere Schulpädagogik vor allem als mit praktischen Problemen des Unterrichtens und Erziehens in der Schule befasste, theoretisch reflektierende und empirisch forschende Wissenschaft an. Im Versuch einer Systematisierung der Schulpädagogik können drei Säulen unterschieden werden: (1) eine Theorie des pädagogischen Handelns unter schulischen Bedingungen, (2) eine Theorie des Lehrplans und des Unterrichts, (3) eine Theorie der Schule.
Im Einzelnen lassen sich diverse Themenfelder der Schulpädagogik zuordnen: Theorie der Schule, Schulorganisation und Schulformen; Sozialisation in der Schule, Schulleben; Theorie des Lehrerberufs, Lehrerrolle; Schülerverhalten, Schülerrolle; Grundlagen und Theorien der Didaktik; Curriculumtheorie; Theorie des Lehrens; Mediendidaktik und Unterrichtstheorie; Unterrichtsanalyse, Unterrichtsforschung, Unterrichtsplanung.
Durch die Auswertung der universitären Lehrerbildung seit den 1970er Jahren und für Lehrer aller Schulformen spätestens seit der Wiedervereinigung Deutschlands hat die Erziehungswissenschaft im Allgemeinen an Bedeutung gewonnen. Die Schulpädagogik erhält in einer immer stärker spezialisierten Erziehungswissenschaft nun die Aufgabe, sowohl die Ausbildung angehender Lehrer anzuleiten, als auch deren späteres Berufsfeld und ihre Tätigkeit mit wissenschaftlichen Methoden zu erforschen und in Form von Empfehlungen an politische Entscheidungsträger Einfluss auf die weitere bildungspolitische Entwicklung auszuüben. Derzeit ist noch nicht abzusehen, wie sich die Schulpädagogik entwickeln wird im Verhältnis einer Wissensform der professionellen Praktiker, ihrer kritisch-pädagogischen Tradition und einer empirischen Bildungsforschung, von der man hofft, dass sie unverzüglich die Wege weist und Mittel bereitstellt, verbessernd auf die Schul- und Unterrichtspraxis einzuwirken.

## Teildisziplinen

### Allgemeine Didaktik
Die Allgemeine Didaktik nimmt eine zentrale Position in der Schulpädagogik ein: sie beschreibt u. a. die Prozesse und Strukturen des auf Vermittlung von Wissen und Verhalten ausgerichteten Unterrichts. Sie hat sich im Laufe der Entwicklung zu einer überwiegend geisteswissenschaftlich-idealistischen Position verfestigt (s. F. W. Kron 2004). Handlungswissenschaftliche oder erfahrungswissenschaftliche Fundierungen sind selten zu finden. Dringende reale Probleme, wie z. B. Bildungsstandards, Leistungsmessung und -bewertung, Lehrerverhalten, Schülerverhalten, die Entwicklung von Lernkulturen, Bewusstseinsbildung bei Lehrenden und Lernenden in einer postmodernen Situation, gesellschaftliche und politische Mythen über Lehren und Lernen sucht man vergebens in den meisten Lehrbüchern der Didaktik. Vielmehr werden seitenweise alte, z. T. überholte didaktische Modelle, Ansätze und Lerntheorien, oft ohne Bezug zur heutigen schulpädagogischen Alltagssituation und -kontext referiert (s. Kron, Gudjons, Peterßen, Jank/Meyer).
Neuere Ansätze (Flechsig, 1991, Heitkämper 2000, Reich 2000, Kösel 2002, 2007, Scheunpflug 2001) haben es schwer, sich in der Lehrerausbildung und Lehrerfortbildung durchzusetzen. So werden überwiegend die alten Modelle der Didaktik von der jungen Lehrer-Generation übernommen, die vielfach keinen Bezug zur heutigen Schulrealität herstellen können. In der zweiten Phase der Lehrerbildung kommt dann der Praxisschock, weil dort die Realität ganz anders aussieht als in der didaktischen Theorie suggeriert wird. Es werden zögernd neue Perspektiven in ein sinnvolles didaktisches Handlungskonzept zu integrieren versucht (Bovet 2004, Kösel 2007).

#### Didaktische Epistemologie
War in den vergangenen Jahrzehnten die Lehrplantheorie ein Teilaspekt der Schulpädagogik, so hat sich in letzter Zeit eine neue Sichtweise über Wissen, Wissenskonstruktion, die Tiefenstruktur des Wissens und dessen Vermittlung durch professionelle Personen entwickelt: Die heutige Lehrplanpraxis wird zunehmend vom Begriff der Bildungsstandards überdeckt und überformt. Es ist das Bestreben, eine Vereinheitlichung und zugleich Nivellierung im deutschen Schulsystem durch Bildungsstandards zu erreichen (die Einheitsversion in der Gesellschaft, siehe auch Wissensgesellschaft, s. Klime, Prange, Prenzel).
Es gibt aber auch eine andere Sichtweise, wie Wissen und dessen Vermittlung in der sich anbahnenden Wissensgesellschaft im 21. Jahrhundert zu sehen ist (Kösel 2007). Mit dem Begriff Wissen ist nicht mehr mit dem herkömmlichen ontologischen Wahrheitsanspruch zu begegnen, sondern mit einem soliden didaktischen Relativismus.
Früher stand man auf sicherem Boden. Die Unterscheidung von gut und schlecht war nach Luhmann selbst gut, weil sie das Schlechte als schlecht ausweisen konnte. So konnte man Fehlzuordnungen bannen und sie in die Nähe des Irrtums rücken. Alles ist, wie es ist. Die bezeichnete Realität ist eindeutig und einwertig. Es ist deshalb auch nicht nötig, Prozesse, Dynamiken und die Gegenwart mit ihren tausend Erscheinungen und Paradoxien zu beschreiben. Aus dieser Perspektive ist auch die schulische Welt eine Einteilung und eine Inklusionslogik, die die Lernenden schon frühzeitig durch das dreigliedrige Schulsystem in einen für jeden Menschen bestimmten Platz als Differenzierungsform einteilen und zuteilen muss. Es muss auch Unterschiede in dieser Einheit geben, die als naturgegeben (mit Hilfe des Begriffs Begabung) anzusehen sind. Man sollte über dasselbe eigentlich auch derselben Meinung sein. Wenn nicht, ist das ein Irrtum oder moralisch gesehen, etwas Schlechtes. Nach wie vor wird auch im schulischen Bereich um die Vorherrschaft des ontologischen Einteilens und Generalisierens gekämpft. Als bestes Beispiel in der Gegenwart kann man den Glauben an die Einheit des Wissens durch Bildungsstandards ansehen.
Im Gegensatz dazu gibt es Forderungen, Wissen nicht mehr nur in seiner Einheits- und Oberflächenstruktur, sondern auch die Instrumente der Tiefenstruktur des Wissens als Bestandteil eines Lehrplans einzufügen. Nur so könne ein wirksames Instrument einer Global-Qualifizierung für die junge Generation geschaffen werden (Kösel 2007c.). Angesichts des Absaugens von Wissen vor allem durch die östlichen und asiatischen Völker und des ständigen Zerfalls des Wissens müsse eine neue qualitative Stufe des Wissens im Schulsystem erreicht werden (siehe Wissensarchitektur). Die Kritik richtet sich vor allen Dingen auf den unzulänglichen Bezugsrahmen der Vorgaben, was die zukünftige Generation wissen soll, was ausgeschlossen worden ist und welche anderen Alternativen der Wissenskonstruktion möglich gewesen wäre. Durch die Top-down Position des Staates im Schulsystem gegenüber der Schule können sich die Landesregierungen immer noch erlauben, eine anonyme Gruppe von Lehrplanmitgliedern zu berufen, die einer nach wissenschaftlichen, unabhängigen und öffentlichen Kriterien der Kontrolle nicht unterworfen ist. Eine didaktische Epistemologie hat die Aufgabe, Rahmenvorstellungen zu liefern, wie die nächste Generation in den kulturellen Bestand einer Gesellschaft eingeführt, qualifiziert und angesichts der Globalisierung von Wissen geschützt werden könnte. Dazu stellt die Didaktische Epistemologie Instrumente des Wissensaufbaus, der Wissenskonstruktion und der Wissensvermittlung zur Verfügung.

#### Emotionsdidaktik
In diesem Teilbereich der Schulpädagogik geht es um die Erforschung des Erlernens von Emotionen und um die Ausgestaltung und Schulung der Lehrenden in der Handhabung von Emotionen in der Schule und anderer Bereiche in den Lebenswelten von Kindern und Jugendlichen. In der Öffentlichkeit werden didaktische Konzeptionen mit emotionalen Anteilen vielfach skeptisch oft als Kuschelpädagogik, Schmusepädagogik usw. betrachtet und abgewertet, wobei der Zusammenhang von Emotion, Kognition und Lernen übersehen wird. Zu dieser Teildisziplin gehören weitere Bearbeitungsgebiete wie z. B. die Stellung der Emotion im Schulprozess, der gesellschaftliche Prestigewert der Emotion für Lernverhalten, die Ergebnisse aus der Gehirnforschung zwischen Kognition und Emotion, Konzepte und Methoden der Emotionsdidaktik (Roth 2003, Heitkämper 2000).

#### Mediendidaktik
Die Mediendidaktik hat sich in den letzten Jahrzehnten zu einer umfangreichen Ausdifferenzierung entwickelt. Es gibt hauptsächlich folgende Aspekte:
- Mediendidaktischer Ansatz,
- Medienerzieherischer Kontext,
- Sozialisationsbezogene Medienkompetenz
- Schulentwicklungskompetenz bei Lehrenden
- Unterrichtsbezogene Kompetenzen
- Systembezogenes Wissen – neue Technologien und ihre Kontexte

Die Mediendidaktik löst sich allmählich aus der bisherigen Zugehörigkeit zu der Erziehungswissenschaft und Didaktik. Dies ist u. a. eine Folge der geringen theoretischen und empirischen Ausdifferenzierung in der Erziehungswissenschaft und Didaktik (Baacke 1999, Hüther 1997). Auch die Medienforschung in ihrem enormen Expansionsstreben ist zu einer eigenständigen Teildisziplin geworden, vor allem in der E-Learning-Bewegung. Dieser Bereich nahm ihren Ausgangspunkt von der Wirkungsforschung mit der Frage, welches Medium und welcher mediale Kontext wirkt bei wem wie? Diese lineare Betrachtungsweise hat sich bis heute erhalten. Dazu kommt die Resonanzforschung, die davon ausgeht, dass die gleiche Information ganz verschiedene Resonanzen und Reaktionen auslösen kann. Man kann davon ausgehen, dass Medien als Träger symbolischer und realer Informationen im Lehr- und Lernprozess fungieren. Alle Medien sind an der Oberflächenstruktur Träger von Informationen. In der Tiefenstruktur aber sind sie auch Träger von kulturellen und sozialen Mustern und Mythen, die jeweils subjektiv unterschiedlich inkorporiert werden (Kösel 2007).
Im schulischen Bereich sind vor allem die Lehr- und Lernbücher der Schulbuchverlage die geheimen Träger einer epistemologischen Ausrichtung für Lehrer und Schüler. Sie ist weitgehend an die Genehmigungsbehörde der Schulbürokratie gebunden und verbunden, sie besitzen notwendigerweise eine enorme konservative Prägung des Wissenstransfers für die junge Generation. Hier gibt es kaum Forschungen, welche Folgen und Auswirkungen diese Symbiose von Verlagen und Schulbürokratie angesichts einer globalisierten Wissensgesellschaft für die junge Generation hat.
Ein weites Gebiet ist der Zusammenhang von Medienkonsum und Lernverhalten. Hier gibt es noch wenig empirisches Material, welchen Einfluss der Medienkonsum (Dauer, Intensität, Inhalte, Gewalt) auf die verschiedenen Bewusstseinssysteme von Lernenden (n. Kösel 2002, Chreoden) hat und welche Resonanzmuster bei den verschiedenen Fachgebieten und auf das allgemeine Lernverhalten von Schülern entstehen (siehe Spitzer 2005). In der Mediendidaktik wird eine breite Medien-Kompetenz gefordert (Kron/Sofos 2003, Oevermann 1979, Aufenanger 1999, Blömke 2000), allerdings ohne empirische und theoretische Grundlage, wie mediale Muster bei Lernenden überhaupt entstehen.

### Theorie der Schule
Die Theorie der Schule will die vielen Aspekte der Schule als organisierende, beschreibende und konstruktive Konzeption bearbeiten. Große Verdienste hat dabei der Soziologe Helmut Fend, der erstmals grundlegende Funktionen und Mechanismen der Schule (1980) wie Enkulturation, Allokation, Integration und Qualifikation beschrieben hat. Er hat neuerdings (2007) eine Erweiterung durch die Aspekte Topographie des Bildungswesens, Mehrebenenkonstruktion und Verschränkung von gesellschaftlichen und bildungspolitischen Prämissen vorgenommen. Die Theorie der Schule ist der Versuch, die diversen Referenzen des Teilsystems Schule unserer Gesellschaft zu beschreiben, die Funktion und die Dynamik der Schule für die Gesellschaft, für den Schüler, für die Eltern und für die späteren Abnehmer der Lernenden herauszufinden. Sie geht dabei immer vom System Schule aus und betrachtet von diesem Standpunkt deren Organisation und die darin wirkenden Mechanismen.

## Schulische Organisation/Schulentwicklung
In der schulpädagogischen Theorie und in der Betrachtung des schulischen Alltags ist der Aspekt Organisation meist nur in Bezug auf den Sinn und die Leistungsfähigkeit der Schularten (Grundschule, Hauptschule, Realschule, Gymnasium, Sonderschulen) diskutiert worden. Die Mechanismen einer Organisation sollen im Wesentlichen die didaktischen Optionen sichern und nicht die Dominanz der Organisation gegenüber didaktischen Konzepten fördern (Luhmann).
Ein weiterer Aspekt der Organisation ist die Binnenorganisation von Schulen. Sie zielt vornehmlich auf Individualisierung und Differenzierung. Nach einem Primat der äußeren Differenzierung in größeren Systemen ab etwa 1970 schrieben die Schulgesetze der Bundesländer seit der Jahrhundertwende zunehmend Individualisierung als leitendes Ziel des Unterrichts vor. Die Schulen entwickelten dazu Schulprogramme und erhielten größere Selbständigkeit, um auf die Verhältnisse ihres Standortes zu reagieren (z. B. Vortmann 1997).
Von Bedeutung sind die operativen und didaktischen Referenzen (Personalentwicklung, Rollenverteilung und Rollenmacht, Standardisierbarkeit, Routinisierbarkeit, Habitualisierung, Unsicherheitsabsorption, Verfügbarkeit der Mitglieder, Führungsstil, Produktprestige, Rechtsvorschriften, Autonomie der Schule, Druck, Anerkennung, Noten, Vertrauen, Misstrauen usw.). In dem Bereich Schulentwicklung wurden bisher viele Aspekte einer schulischen Organisation und deren Verschränkung für eine Entwicklung der Schule bearbeitet (Rolff 1993, 2007, M. Schratz 2008, Maag Merki 2008). Sie hat neuerdings erstmals eine systematische Einordnung erreicht (Journal für Schulentwicklung 2/2008).

### Schulische Lernkulturen
Schulische Lernkulturen umfassen alle Dimensionen schulischen Lebens. Es ist eine Lebenswelt, die die Lehrenden und Lernenden als einen zentralen Punkt in ihrem Leben erfahren. Sie erleben diese Lebenswelt auf sehr unterschiedliche Weisen (Kösel. 2007 b). Entscheidend für eine moderne Lernkultur sind die vereinbarten Leitdifferenzen, Prinzipien und Postulate, wie eine didactic community ihre Schule gestalten will und die staatlichen Vorgaben darin einzuarbeiten sind. Eine Lernkultur bildet für sich einen Kern und einen Rand. In der Kernbildung ist eine Reihe von Aspekten zu sehen: Entscheidungsverhalten, Kommunikationsstil, Sinnproduktion, gemeinsame Präferenzen, Produkterstellung, Produktdarstellung, die Initiation der Lernenden in eine Lernkultur und in einzelne Fächer, Produktprestige einer Schule oder Schulart in einer Gesellschaft, die Mythen in einer Lernkultur, Führungsstil der Vorgesetzten, Art der Mitarbeiterorientierung, Indikatoren der Innovationsorientierung, Leistungsmessung und Leistungsbeurteilung usw.
In der Randbildung (Innen- und Außenrelationen) geht es um Abgrenzungen gegenüber anderen Teilsystemen der Gesellschaft und z. T. deren überbrandenden Erwartungen an die Schule. Dazu gehören ferner die Wahrnehmung, Verarbeitung und Abgrenzungen von Erwartungen anderer Teilsysteme, wie z. B. Politik, Ökonomie und Elternschaft, ferner der Austausch und die Kommunikation mit den anderen Teilsystemen der Gesellschaft. Entscheidend ist das Klima, das in einer Lernkultur herrscht. Gibt es Vertrauen, Kohärenz im gegenseitigen Verhalten, sind die Prinzipien der Selbstorganisation und der gegenseitigen Achtung geben, werden Regeln und Normen reflexiv erarbeitet und eingehalten, bietet diese Lernkultur auch Schutz für die Lernenden. Eine zentrale Frage ist, ob die Schulleitung kongruent ist.
Es gibt eine Reihe von Typen von Lernkulturen (Kösel 2008), wie z. B. Lernkulturen mit ausgewiesenen Optionen, funktional-instrumentelle Lernkulturen, Fassaden-Lernkulturen, Lernkulturen mit festgelegten Ordnungen und Strukturen, Lernkulturen nach operativen Aspekten usw.

## Unterricht
Der Unterricht in staatlich organisierten Schulen stellt eine spezifische Form des Lernens und Lehrens dar. Hier gelten alle Bereiche der staatlichen Organisation, der besonderen Stellung des Lehrenden (Amtseid, Beamte, Hierarchisierung, Staatsdiener etc.), die Erwartungen aus Gesellschaft (möglichst gute Noten für die Karriere), aus der Bildungsforschung (z. B. Bildungsstandards), von den Eltern (Kampf um Aufstieg und Karriere), der Wirtschaft (Ausbildungsreife und beste Qualifikation) und schließlich die Kompetenzerwartungen aus der Pädagogik. Wie soll ein Lehrender alle diese Erwartungen angesichts einer postmodernen Jugend erfüllen, die alle Facetten der Lebensstile ihrer Eltern und aus den Medien mitbringen?
Der Unterricht kann als Driftzone (Kösel 2002) aufgefasst werden, in der die einzelnen Mitglieder gemäß ihrer bisherigen Struktur lernen oder nicht lernen. Dabei gilt immer, dass unterrichtliche Kommunikation immer ein gegenseitiges Interpretieren von Wissenskonstruktionen und Verhalten darstellt. Es gibt keine 1:1 Übernahme von der Konstruktion oder Präskription des Lehrenden zum Lernenden, sondern es entstehen unterschiedliche gegenseitige Resonanzen aufgrund der jeweils individuellen Verfasstheiten (Theorie lebender Systeme). Diese reichen heute von einer hoch motivierten Adaption bis zur Ablehnung des didaktischen Angebots bei einzelnen Lernenden.
Unterricht wird wesentlich auch durch die Mechanismen von Alltagshandeln
(Routinehandeln, Gewohnheitsbildung, Machtverhältnisse, Lehrertypen, Etikettierungsvorgänge, Erfahrungshandeln, Glaubenssysteme, Machtstrukturen usw.) bestimmt. Schließlich entscheidet der Lehrende, welche Bildungsaktien (Noten) er dem einzelnen Schüler verteilt und unter welchen Bedingungen (bewusst oder verborgen) er im Unterricht Lernende fördert oder behindert. Im Rahmen der staatlichen Selektion der Schüler (meist immer noch nach dem 10. Lebensjahr im dreigliedrigen Schulsystem) und der Art und Weise von der Leistungsbewertung werden die Schüler heute eher nach ihrem Symbolwert (Notendurchschnitt) als nach ihren individuellen Fähigkeiten und Kompetenzen einsortiert.
Eine zusätzliche Determinante für den Unterricht ist die zunehmende Temporalisierung (Zeitvorgaben und Zeitdruck) von Unterricht. Sie widerspricht in vielen Fällen einer gewährenden und hoffnungsvollen Entwicklungszeit für viele Schüler (vor allem am Schulanfang, Schüler in schwierigen familiären Situationen und in der Pubertät).

### Lehrerverhalten
Ein wichtiger Teil der Schulpädagogik ist die Vorbereitung und Qualifizierung des Lehrerstandes. Dazu gehört die Aufklärung und biographische Selbstreflexion der eigenen Person, die Aufarbeitung theoretischer Überlegungen für das eigene zukünftige Lehrerhandeln und schließlich die Erprobung eigenen didaktischen Handelns in den vielen hochkomplexen Unterrichtssituationen und -feldern.
In der biographischen Selbstreflexion soll der Lehrende sich über seine eigene Struktur – vor allem die frühen Programmierungen im Primärhabitus – seine eigenen Weltvorstellungen und über seine Konstruktionen über Schüler (Projektionen, Übertragungen) im Klaren werden und evtl. Korrekturen vornehmen können (siehe psychische und epistemologische Dominanzen bei Lehrenden (Kösel 2007b)).
In der Vorbereitung als Experte von Wissen sollte er sich auf die jeweiligen Fachgebiete wie z. B. Mathematik vorbereiten und die Verschränkung von Sachwissen und Verarbeitungsmöglichkeiten bei sehr unterschiedlichen postmodernen Lernenden (Repräsentationstypen) begreifen und entsprechende Methoden kennen.
In sozialer Hinsicht muss er die wichtigsten Bereiche sozialer Interaktion kennenlernen und entsprechende Methoden trainieren (Kommunikationsstile, Methoden der Gesprächsführung, Methoden der Kompetenzanalyse bei Schülern, Methoden der Initiation in eine Lernkultur oder Fach, Aggressionstraining, Förderung des Klassenklimas usw.). Es kommt auch darauf an, wie er seine Definitions- und Selektionsmacht bei den einzelnen Schülern anwendet. Im Unterricht muss er die vielen aktuellen und latenten Mechanismen einer Schulklasse erfassen können und entsprechende Methoden der Prozesssteuerung und der Wahrscheinlichkeit eines Erfolges beherrschen.
Schließlich ist der Lehrende Teil einer didactic community, die ganz eigene Präferenzen und Regeln entwickelt. Häufig werden junge Mitglieder sehr schnell in die bestehende Normativität des didactic community eingepasst. Hierbei spielen bestimmte Lehrertypen als opinion-leader bei den bisherigen Alltagsmustern der Lehrenden und bei der Zuschreibung von Etiketten/ Rollenverteilung eine wichtige Rolle.
Es sind inzwischen viele Teilkompetenzen für didaktisches Handeln auf theoretischer Ebene gesammelt worden (s. Didaktische Kompetenzen). Sie dürfen aber nicht als Vollständigkeitsforderung seitens der Beobachter (Schulaufsicht, Beratung, Prüfungsämter usw.) gesehen werden. Es ist unmöglich, dass ein Lehrender alle theoretisch aufgelisteten Kompetenzen erwerben kann: Die oft stillschweigende Forderung nach sekundenschneller Oszillation zwischen Handeln und Reflexion bei Prüfern, Mentoren, Schulräten usw. im Unterricht und danach ist nicht durchhaltbar. So ergeben sich riesige Kataloge von Kompetenzen, die ein Lehrender wenigstens zum Teil besitzen sollte:

### Schülerverhalten
Das Schülerverhalten hat sich in der postmodernen Situation (Welsch) dermaßen ausdifferenziert, dass man heute von einer fast grenzenlosen Diversität von Verhalten, Erwartungen und Erscheinungen auch in der Schule sprechen kann. In der gegenwärtigen Diskussion um Schülerverhalten werden hauptsächlich die dramatischen Situationen (Amoklauf, Messerstecherei, Gewalt) in der Öffentlichkeit bearbeitet. Meist werden aber die tiefer liegenden Ursachen in der Öffentlichkeit kaum zur Kenntnis genommen.
Durch eine bestimmte Initiation werden junge Menschen in ein schulisches System eingeführt (Lernkultur). Bereits jetzt kommt es darauf an, wie der Novice diese Initiation als Hoffnung, Freude, Angst oder Bedrohung erlebt. Dann entstehen dauernde und sich verfestigende Skripts über Erfolg, Misserfolg, Lernfreude, Lernfrustration und Lernfortschritt über den schulischen Weg. Eine gelungene Steuerung des Lernverhaltens beim Lehrenden durch die Bedingungen des Gehirns, der verschiedensten familiären und gesellschaftlichen Muster ist zu einer gigantischen Leistung geworden. Für den Lehrenden gibt es viele neue Perspektiven zu bearbeiten, wie er z. B. die vielen unterschiedlichen Bewusstseinssysteme (Chreoden) bei Lernenden in ein sinnvolles Lernarrangement einzubringen sind. Nicht umsonst werden immer mehr Kompetenzen vom Lehrenden erwartet (s. Kompetenzbegriff). Die entstandenen und relativ stabile Bewusstseins- und Handlungsstrukturen der Lernenden (Chreoden, Kösel 2002) bestimmen im Wesentlichen zusammen mit dem Lehrerverhalten die Verhaltenstrukturen in der Schule: Wie lernen Lernende auf Grund ihrer bisher erworbenen Muster und Logiken? Welche Eigenlogiken müssen Lernende entwickeln, um sich in der Schule mit den unterschiedlichsten subjektiven Strukturen der Lehrenden zurechtzufinden? Der simple Mechanismus „begabt“ oder „nicht begabt“, „dumm“ oder „intelligent“ ist angesichts der pluralen Erscheinungen von Kindstrukturen und Lehrerstrukturen im Vermittlungs-Prozess auf einer postmodernen professionellen Ebene nicht mehr anschlussfähig und haltbar. Durch den immer schärferen Druck im Bildungstauschmarkt geraten jene Lernende in einen fast aussichtslosen Kampf, denen entsprechende Logiken, Repräsentationsprofile und Persönlichkeitsmerkmale fehlen, die dort erwartet werden (Uhlig, J., Solga, H. Schupp, J.(2009): Ungleiche Bildungschancen. Welche Rolle spielen Underachievement und Persönlichkeitsstruktur. WZB. Berlin).
Bei den Lernenden kann man ganz unterschiedliches Verhalten beobachten (Kösel, 2003):
1. Schülerverhalten in Alltags- und Erfahrungssituationen

2. Schülerverhalten in der Bewertungssituation

3. Schülerverhalten unter wissenschaftlichen Dimensionen

a. Schülerverhalten nach der Entstehung durch gesellschaftliche Muster

b. Schülerverhalten nach der biographischen Entwicklung

c. Schülerverhalten als Bewusstseins- und Verhaltensstruktur im Lernprozess

d. Schülerverhalten als Persönlichkeitsdominanz

e. Bestimmung des Schülerverhaltens durch innere Repräsentations-Muster.

## Notizen zur Historie
Die Disziplin Schulpädagogik wurde im Rahmen der Bildungsreform der 1960er-Jahre etabliert. Sie löste sich von der bisherigen Einheit von Allgemeiner Didaktik und Erziehung ab und etablierte sich als eigene Disziplin.
Ansätze zur schulpädagogischen Forschung kann man bis Johann Michael Herbart (1703–1768; siehe Traditionelle Schulpädagogik) und Wilhelm Rein (1847–1929) zurückverfolgen. Peter Petersen (1884–1952) hat dann versucht, auf der Grundlage „pädagogischer Tatsachen“ und durch Beobachtung und Experimente in realen Unterrichtssituationen Erkenntnisse über den Unterricht zu finden.